# Grutas (circuito turístico)

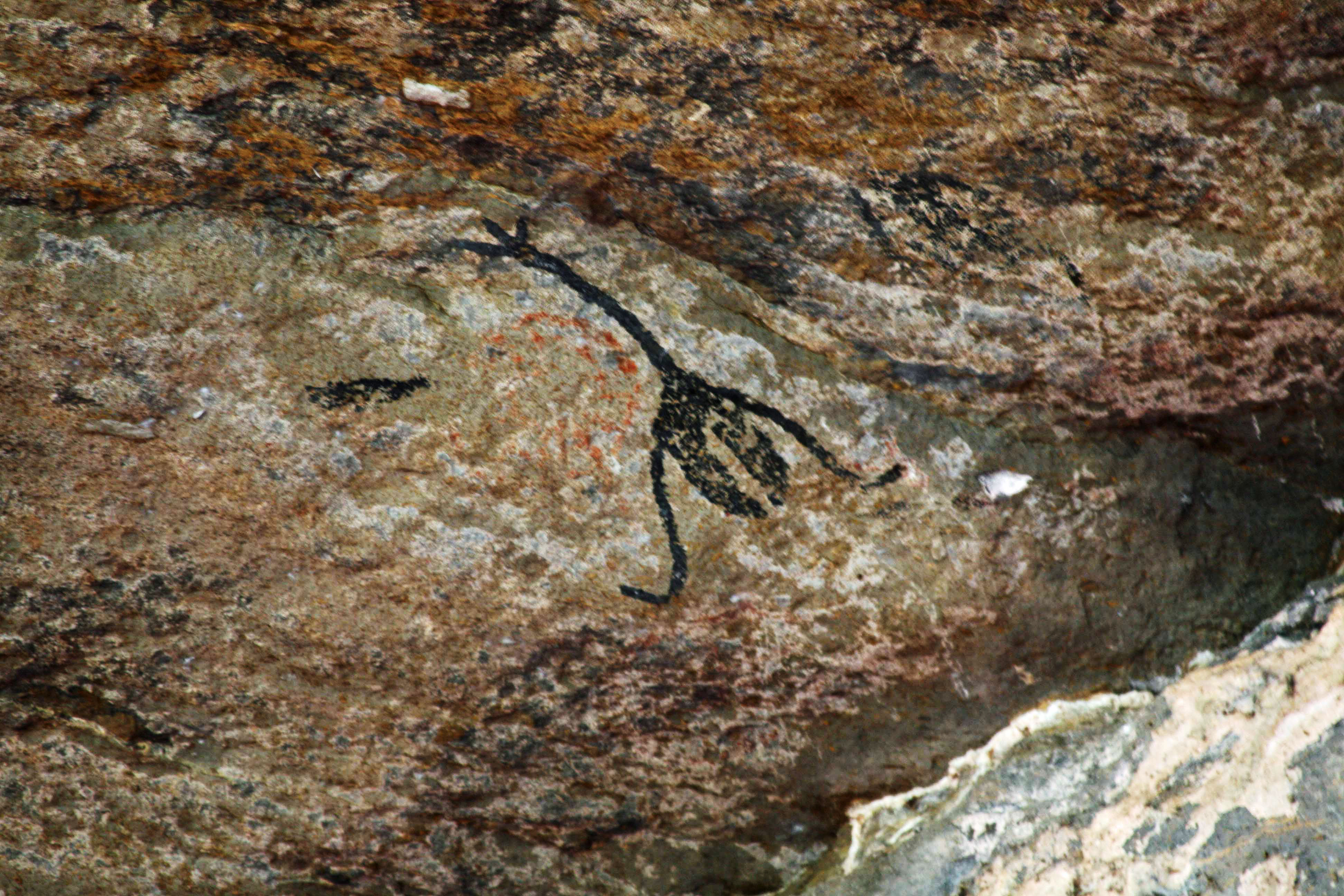
Arte rupestre na Gruta de Maquiné, em Cordisburgo.

Grutas é um circuito turístico do estado brasileiro de Minas Gerais.

## Localização
Localizado na mesorregião Metropolitana de Belo Horizonte, o circuito é constituído por sete municípios: Baldim, Capim Branco, Cordisburgo, Jequitibá, Lagoa Santa, Pedro Leopoldo e Sete Lagoas.

## Acesso
As principais rodovias que integram os municípios do circuito são as estaduais MG-010, MG-231, MG-238, MG-323 e MG-424, além da rodovia federal BR-040. Na região está localizado o Aeroporto Internacional de Belo Horizonte-Confins.